# Sem Dekkers
Sem Dekkers (Heiloo, 28 mei 2004) is een Nederlands voetballer die doorgaans als verdediger speelt. Hij staat onder contract bij AZ, dat hem verhuurt aan Helmond Sport.

## Carrière
Dekkers begon met voetballen bij VV HSV Heiloo. In 2014 werd Dekkers gescout en maakte hij de overstap naar de AZ Jeugdopleiding waar hij alle jeugdteams doorliep. In het seizoen 2021/22 werd hij met AZ onder 18 zowel landskampioen als bekerkampioen. Op 8 augustus 2022 in de met 3–1 gewonnen thuiswedstrijd tegen MVV Maastricht maakte Dekkers zijn debuut voor Jong AZ. Hij kwam in de 78e minuut in het veld voor Misha Engel. In juni 2023 verlengde Dekkers zijn contract bij AZ tot en met 2026. Ondertussen kreeg hij steeds meer speeltijd bij Jong AZ, maar mocht nog niet zijn debuut maken in het eerste.
In februari 2025 werd Dekkers verhuurd aan Helmond Sport. Hij debuteerde op 8 februari tegen FC Dordrecht (0-1). Hij kwam in de 73e minuut in de ploeg voor Tobias Pachonik. Dekkers ontwikkelde zich tot basisspeler, maar raakte na zeven wedstrijden geblesseerd.

## Clubstatistieken
| Seizoen                    | Club            | Competitie      | Competitie | Competitie | Overig | Overig | Totaal | Totaal |
| Seizoen                    | Club            | Competitie      | Wed.       | Dlp.       | Wed.   | Dlp.   | Wed.   | Dlp.   |
| -------------------------- | --------------- | --------------- | ---------- | ---------- | ------ | ------ | ------ | ------ |
| 2022/23                    | Jong AZ         | Eerste divisie  | 18         | 1          | 0      | 0      | 18     | 1      |
| 2023/24                    | Jong AZ         | Eerste divisie  | 22         | 0          | 0      | 0      | 22     | 0      |
| 2024/25                    | Jong AZ         | Eerste divisie  | 11         | 0          | 0      | 0      | 11     | 0      |
| 2024/25                    | → Helmond Sport | Eerste divisie  | 18         | 0          | 0      | 0      | 18     | 0      |
| Carrière totaal            | Carrière totaal | Carrière totaal | 69         | 1          | 0      | 0      | 69     | 1      |
| Bijgewerkt op 12 juni 2025 |                 |                 |            |            |        |        |        |        |

## Interlandcarrière

### Nederland onder 15
Op 1 februari 2019 debuteerde Dekkers in het Nederlands elftal onder 15 in de wedstrijd tegen Ierland –15.
| Interlands van Sem Dekkers voor Nederland –15 | Interlands van Sem Dekkers voor Nederland –15 | Interlands van Sem Dekkers voor Nederland –15 | Interlands van Sem Dekkers voor Nederland –15 | Interlands van Sem Dekkers voor Nederland –15 | Interlands van Sem Dekkers voor Nederland –15 |
| No.                                           | Datum                                         | Wedstrijd                                     | Uitslag                                       | Soort wedstrijd                               | Doelpunten                                    |
| --------------------------------------------- | --------------------------------------------- | --------------------------------------------- | --------------------------------------------- | --------------------------------------------- | --------------------------------------------- |
|                                               |                                               |                                               |                                               |                                               |                                               |
| Als speler van AZ Jeugd                       |                                               |                                               |                                               |                                               |                                               |
| 1.                                            | 01-02-2019                                    | Nederland –15 – Ierland –15                   | 2 – 2                                         | Oefeninterland                                |                                               |
| 2.                                            | 03-02-2019                                    | Spanje –15 – Nederland –15                    | 1 – 0                                         | Oefeninterland                                |                                               |
| 3.                                            | 05-02-2019                                    | Nederland –15 – België –15                    | 2 – 2                                         | Oefeninterland                                |                                               |

### Nederland onder 18
Dekkers debuteerde op 9 oktober 2021 voor Nederland onder 18.
| Interlands van Sem Dekkers voor Nederland –18 | Interlands van Sem Dekkers voor Nederland –18 | Interlands van Sem Dekkers voor Nederland –18 | Interlands van Sem Dekkers voor Nederland –18 | Interlands van Sem Dekkers voor Nederland –18 | Interlands van Sem Dekkers voor Nederland –18 |
| No.                                           | Datum                                         | Wedstrijd                                     | Uitslag                                       | Soort wedstrijd                               | Doelpunten                                    |
| --------------------------------------------- | --------------------------------------------- | --------------------------------------------- | --------------------------------------------- | --------------------------------------------- | --------------------------------------------- |
|                                               |                                               |                                               |                                               |                                               |                                               |
| Als speler van AZ Jeugd                       |                                               |                                               |                                               |                                               |                                               |
| 1.                                            | 09-10-2021                                    | Zweden –18 – Nederland –18                    | 0 – 1                                         |                                               |                                               |
| 2.                                            | 13-11-2021                                    | Nederland –18 – Portugal –18                  | 1 – 1                                         |                                               |                                               |
| 3.                                            | 15-11-2021                                    | België –18 – Nederland –18                    | 1 – 2                                         |                                               |                                               |
| 4.                                            | 26-03-2022                                    | Frankrijk –18 – Nederland –18                 | 2 – 1                                         |                                               |                                               |
| 5.                                            | 28-03-2022                                    | Duitsland –18 – Nederland –18                 | 1 – 4                                         |                                               |                                               |

### Nederland onder 19
| Interlands van Sem Dekkers voor Nederland –19 | Interlands van Sem Dekkers voor Nederland –19 | Interlands van Sem Dekkers voor Nederland –19 | Interlands van Sem Dekkers voor Nederland –19 | Interlands van Sem Dekkers voor Nederland –19                        | Interlands van Sem Dekkers voor Nederland –19 |
| No.                                           | Datum                                         | Wedstrijd                                     | Uitslag                                       | Soort wedstrijd                                                      | Doelpunten                                    |
| --------------------------------------------- | --------------------------------------------- | --------------------------------------------- | --------------------------------------------- | -------------------------------------------------------------------- | --------------------------------------------- |
|                                               |                                               |                                               |                                               |                                                                      |                                               |
| Als speler van Jong AZ                        |                                               |                                               |                                               |                                                                      |                                               |
| 1.                                            | 21-09-22                                      | Nederland –19 – Moldavië –19                  | 2 – 0                                         | Europees kampioenschap voetbal mannen onder 19 - 2019 (kwalificatie) |                                               |

## Privé
Dekkers is de jongere broer van voormalig AZ’er Quinten Dekkers.